# Mehujael
Mehujael je bio sin Irada, unuk Henoka, praunuk Kajina i otac Metušaela, te djed Lameka. 